# Surtsey-típusú kitörés

A Surtsey-típusú kitörés:
1. szürke hamufelhő
2. kakastaréj formájú hamukilövellés
3. kráter
4. tengervíz
5. hamukúp
6. üledékes kőzetek
7. kürtő
8. magmakamra
9. kőzettelér

A Surtsey-típusú kitörés a freatomagmás vulkánkitörések egyik fajtája, a Walker-féle osztályozás szerint a Hawaii- és Stromboli-típusú kitörések víz alatti megfelelője. Nevét az Izlandtól nem messze, 1963–1967-ben keletkezett Surtsey szigetéről kapta.

## Ismertebb Surtsey-típusú típusú vulkáni kitörések
- Surtsey (Izland, 1963–67)
- Taal (Fülöp-szigetek, 1965)
- Fehér-sziget (1976–82)
- Capelinhos (Azori-szigetek, Faial, 1957–58)
- Ukinrek (Alaszka, 1977)
- Myojinsho (Japán, 1952–53)
- Kilauea (Hawaii, 1927)
- Teishi-knoll (Japán, Honsú, 1989)
- Deception-sziget (Skócia, Déli-Shetland-szigetek, 1967)
- Deception-sziget (1969)
- Deception-sziget (1970)
- Ivo Dzsima (Japán, 1957)
- Nilahue (Chile, 1955)
- Irazu (Costa Rica, 1963–65)
- Rotomahana (Új-Zéland, 1886)
- La Palma (Kanári-szigetek, 1949)
- Karimszkoje (Oroszország, Bajkálon túli terület, 1996)
- Miyake-jima (Japán, Északi Izu-szigetek, 1983)
- Soufrière (Kis-Antillák, Saint Lucia sziget, 1979)
- Ruapehu (Új-Zéland, 1945)
- Ruapehu (1995–96)

2005 novemberében jellegzetesen Surtsey-típusú kitörést figyeltek meg a Vanuatu szigetív közepén álló Ambae-szigeten; itt a vizet a korábbi kalderában kialakult krátertó szolgáltatta.
Magyarországon jellegzetesen Surtsey-típusú kitörésekkel kezdődött a Tihanyi-félsziget bazaltvulkanizmusa – ezeket később Stromboli- és Hawaii-típusú kitörések váltották fel.

## Jellemzői

### Oka, feltételei
Sekély víz alatti robbanásos működés eredménye: ha a víz túlságosan mély, annak nyomása a robbanásokat elfojtja. A víz lehet tenger (mint például a névadó Surtsey keletkezésekor), lehet tó (akár egy korábban kialakult vulkán krátertava is); szárazföldön lehet akár a laza üledékekben áramló felszín alatti víz is (tipikusan ilyenek a geotermális áramlási rendszerek).

### Anyagtermelés
A kidobott törmelékes anyag a kiömlő láva mennyiségének legalább 5–7-szerese; a törmelékszórás területe legfeljebb 50 km². A kitörési oszlop legfeljebb 20 km magas.
A törmelékes anyagban a juvenilis (a magmából származó) és a litikus (az áttört földkéregből elszakított) elegyrészek aránya szélsőségesen változó (akár egyik vagy másik komponens döntő túlsúlyáig is). A juvenilis törmelékanyag szideromelán üvegszilánk vagy tachylit. A törmelékes anyag szemcsemérete kicsi (tufa–lapillitufa).
Az aktív időszakban a vulkán fölött állandó a kitörési felhő, ami többször is összeomolhat. Ennek megfelelően a tefra:
- piroklasztit hullásból,
- piroklasztit árakból és/vagy
- piroklasztit torlóárakból rakódik le.

### Felépítménye
A heves robbanásokat a feltörő magma és a kürtőbe jutó víz keveredése okozza. Ezek eredményeként mély kürtő (diatréma) alakul ki.
Az apró szemű törmelékes anyag túlsúlya folytán a vulkáni felépítmény tufakúp vagy széles tufagyűrűvel körülvett maar.

## A Surtsey-típussal váltakozó kitörési típusok
Azokban az időszakokban, amikor a felszínre jutó magmához nem keveredik érdemleges mennyiségű víz (elfogyott a környékről), a vulkán valamilyen magmás robbanásos típusú (ritkábban: lávaöntéses) kitörést produkál. A Surtsey-típussal leggyakrabban váltakozó kitörési típusok:
- robbanásos kitörések:
  - Stromboli-típusú kitörés (gyakori),
  - Hawaii-típusú kitörés (gyakori),
  - Szubplíniuszi típusú kitörés (ritka);
- lávaöntéses kitörések:
  - lávadóm-építő kitörés.

## Fajtái
Peter Kokelaar (1983, 1986) a Surtsey-típusú kitörések három fajtáját különböztette meg:
- a szűkebb értelemben vett Surtsey-típusú,
- az Ultra-Surtsey-típusú és
- a Taal-típusú

kitöréseket.

### Szűkebb értelemben vett Surtsey-típus

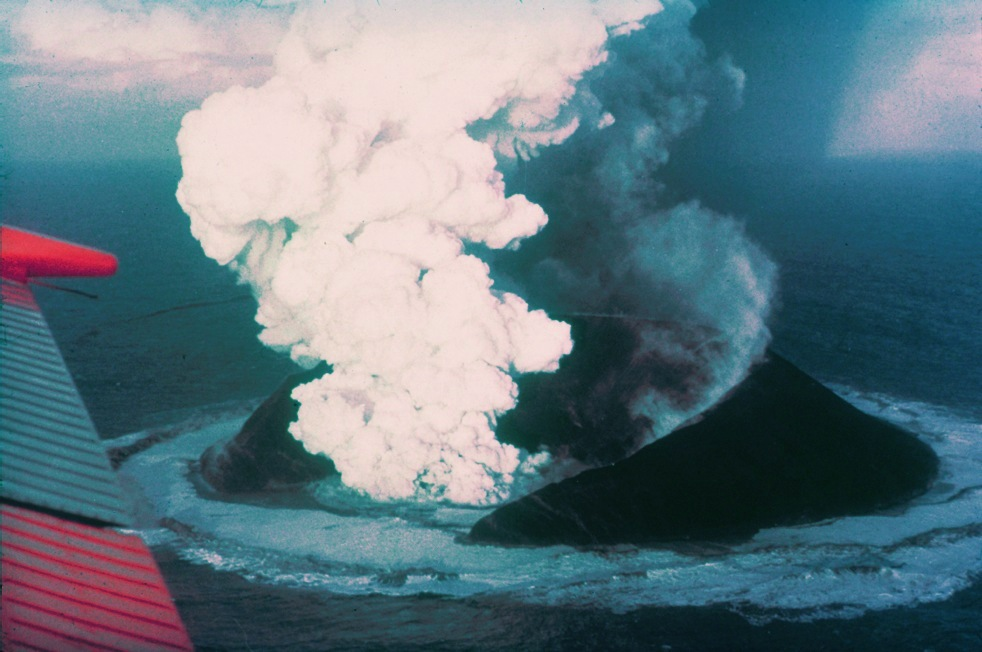
Az aszimmetrikus hamukúp 1963. november 30-án

- A magmához keveredő víz lényegesen több, mint maga a feljutó magma.
- Hosszú működés (Surtsey: 1300 nap)
- A magma több ponton jut a felszínre (Surtsey: öt kürtő és egy hasadék)
- A víz alatti kitöréseket vulkáni sziget jellegű kitörések váltják fel; ezek Stromboli-típusú kitörésekkel váltakoznak.
- a kürtő fölött:
  - nyugalmi állapotában fehér gőzfelhő,
  - aktív állapotában folyamatos, világosszürke hamufelhő és időszakos, kakastaréj formájú hamukilövellések.
- A felszínre hozott anyag elsöprő többsége tefra.
- A tefrában sok a tachylit üvegszilánk.

Az aktív állapotban a feltörő magma a kürtőbe lejutó és meg-megcsuszamló nedves zaggyal keveredik. A nyugalmi állapotban a viszonylag stabil felszínű magma felfűti és elpárologtatja az aszimmetrikus vulkáni kúp alacsonyabb oldalán a kráterbe ömlő vizet (eközben a kráterbe visszafolyhat a törmelék és időnként megcsúszik a tefra).

### Ultra-Surtsey-típus

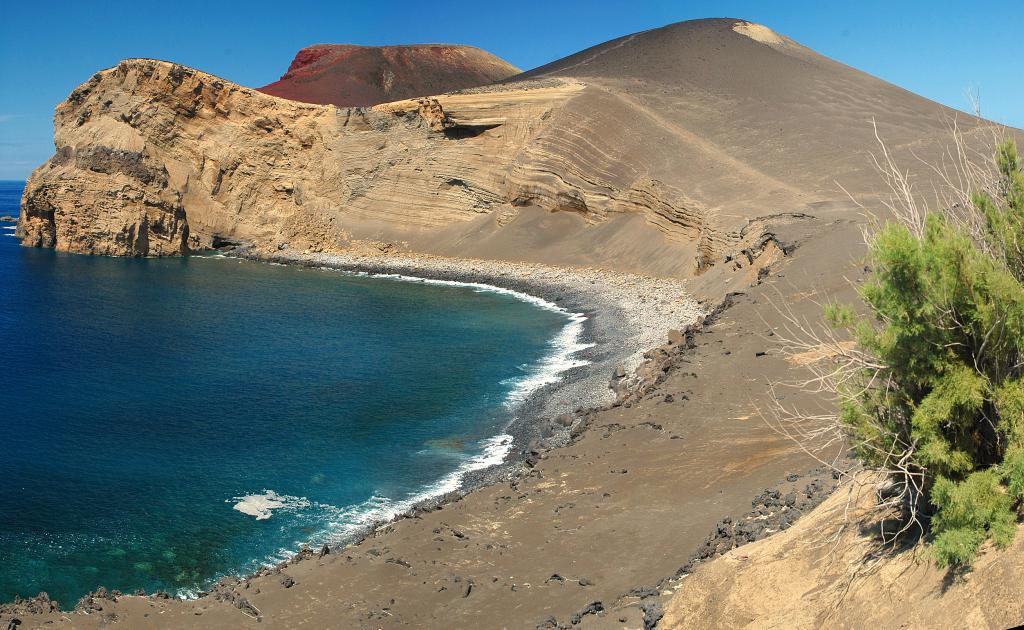
A Capelinhos vulkán (Azori-szigetek, Faial)

Alapesete az Azori-szigeteken található Capelinhos vulkán 1957–58-as kitörése.
- A magmához keveredő víz fele annyi – nagyjából annyi, mint a feljutó magma.
- A tefra:
  - egy része a folyamatos hamufelhőből hullik ki,
  - más része a kitörési oszlop időről időre ismétlődő összeomlásával kialakuló alapi torlóárakból ülepszik ki.
- Aszimmetrikus vulkáni kúp (az alapesetben ez az erős szél eredménye volt).
- Az egyidejű hidrovulkáni és magmás fragmentáció arányainak változása folytán a törmelék sok szideromelánt és változó mennyiségű hólyagüreget tartalmaz.

### Taal-típus

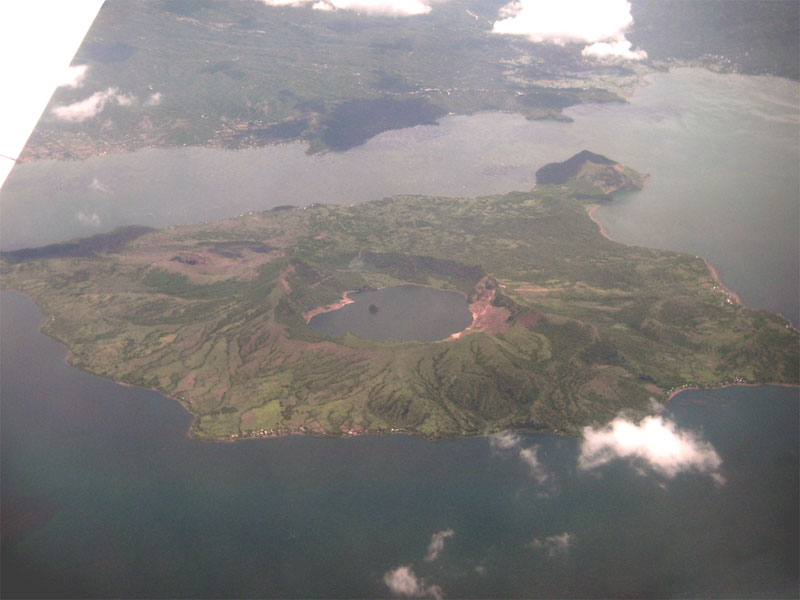
A Taal maarja az ősi krátertóban

Alapesete a Fülöp-szigeteken, Luzon szigetén található Taal 1965-ös kitörése. Az ősi kalderató közepén álló vulkán aktív időszaka Stromboli-típusú működéssel kezdődött, ami akkor alakult át freatomagmás kitöréssé, amikor a tó vize beömlött a kürtőbe.
- A magmához keveredő víz a feljutó magma mennyiségének hetede–fele.
- A hamufelhő 15–20 km magas.
- A kitörési oszlop összeomlásai radiális alapi torlóárakat produkál.
- A törmelékanyagban sokkal több a litikus elegyrész, mint a juvenilis.
- A tefra jelentős része akkréciós lapilli (a kitörési felhőben a nedvesség hatására kis gömbökké összetapadt vulkáni hamu).
- A maar vulkánt széles tufagyűrű veszi körül.